# Wilhelm Kirschner
Wilhelm Kirschner (ur. 9 grudnia 1919 w Sybinie, zm. 26 marca 1994 w Drabenderhöhe) – rumuński piłkarz ręczny. Uczestnik Igrzysk Olimpijskich w 1936 w Berlinie. Na igrzyskach zagrał we wszystkich meczach.